# Cerodontha bispinulosa
Cerodontha bispinulosa är en tvåvingeart som beskrevs av Mitsuhiro Sasakawa 1996. Cerodontha bispinulosa ingår i släktet Cerodontha och familjen minerarflugor. Inga underarter finns listade i Catalogue of Life.